# Rio Piabanha
O rio Piabanha é um curso de água do estado do Rio de Janeiro, no Brasil. Inseridos em sua bacia hidrográfica estão importantes municípios fluminenses como Petrópolis e Três Rios.
O rio Piabanha nasce no Parque Nacional da Serra dos Órgãos, no município de Petrópolis e desagua no rio Paraíba do Sul em Três Rios. O rio Piabanha possui 80 km de extensão.
No centro de Areal o rio recebe as águas do seu maior afluente, o rio Preto.
Piabanha é o nome de um tipo de peixe.
Sendo um rio que atravessa regiões pitorescas, entre vales e montanhas, tem atraído grande número de pintores, principalmente aqueles acostumados a frequentar a região serrana em torno de Petrópolis. Assim, é tema de muitos trabalhos de pintura. O mais famoso divulgador do rio por sua beleza natural, foi o famoso paisagista João Batista da Costa.